# Текіла санрайз

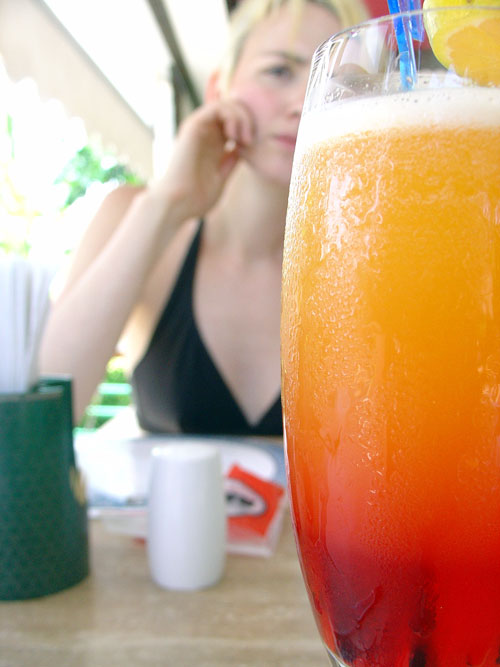
Текіла санрайз

Текіла санрайз (Схід сонця) — належить до категорії лонґ дрінк (англ. long drink) — це коктейль великого об'єму (від 150 до 400 мл), який, як правило подається з великою кількістю льоду. Міцність коктейлю — 11,4 %. Належить до офіційних напоїв Міжнародної асоціації барменів, категорія «Сучасна класика» (англ. Contemporary classics).
Рецепт «Текіла санрайз» входить в список рецептів, якими повинен володіти кожен бармен — офіційний список IBA (International Bartenders Association) — Міжнародна асоціація барменів.
Коктейль почав набувати популярності ще в 70-х роках 20 століття, причому немалу роль в цьому зіграв американський тур гурту «Rolling Stones». Під час туру музиканти часто вживали цей напій. Основними інгредієнтами коктейлю є: текіла, гранатовий сік (гренадин) і апельсиновий сік.

## Рецепт
Для приготування коктейлю необхідно:
- 3/10 текіли;
- 6/10 апельсинового соку;
- 1/10 сиропу;
- 5-6 кубиків льоду на порцію.

В Highball (висока склянка правильної циліндричної форми, об'ємом 270 мл) наливається апельсиновий сік і текіла. Існує декілька варіацій: можна наливати текілу, а потім сік, а можна просто їх перемішати в стакані. Якщо готувати коктейль з льодом, то можна перемішати текілу, апельсиновий сік і лід в шейкері. В будь-якому разі в останню чергу додають сироп, який не розмішуючи, опускається на дно стакана і надає коктейлю колір, якому він завдячує своєю назвою. Традиційно «Текіла санрайз» прикрашається долькою апельсина і вишнею. Коктейль подається з коктейльною паличкою і соломинкою.